# Braquiolaria

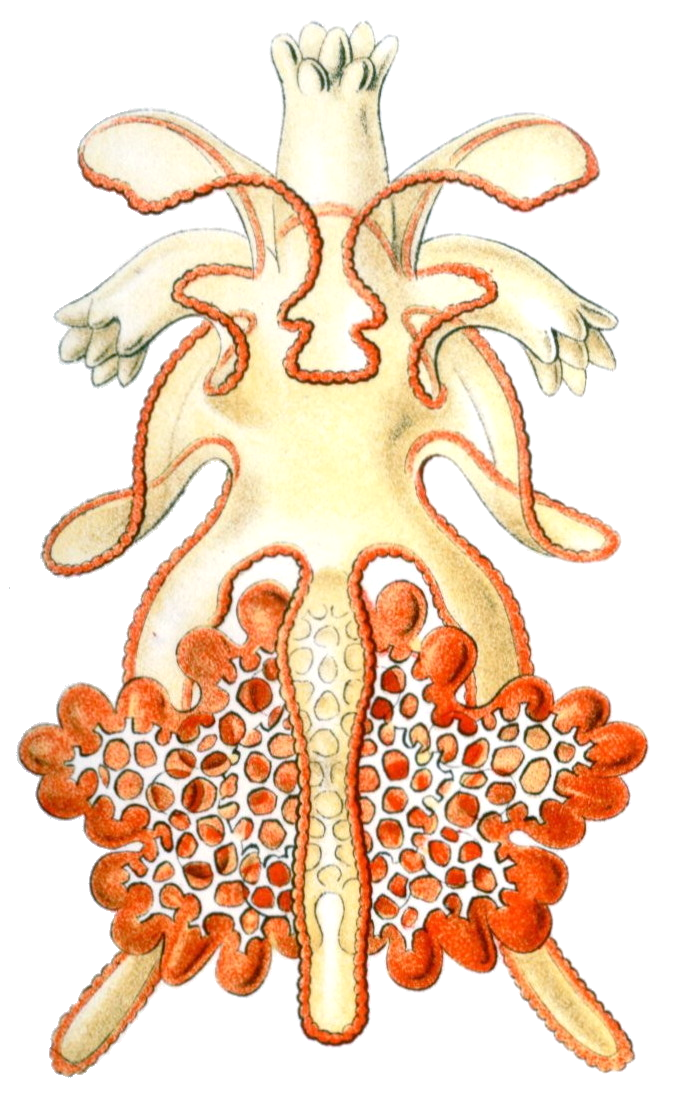
Larva braquiolaria madura de una especie del género Asterias vista desde abajo, con el extremo anterior arriba.
De Kunstformen der Natur (1904) de Ernst Haeckel

Una braquiolaria es la segunda fase del desarrollo larvario de muchas estrellas de mar. Sigue a la bipinaria. Las braquiolarias tienen simetría bilateral, a diferencia de las estrellas de mar adultas, que tienen simetría pentarradial. Las estrellas de mar del orden Paxillosida (Astropecten y Asterina) no tienen fase braquiolaria, con la bipinaria desarrollándose directamente en adultas.
La braquiolaria se desarrolla de la larva bipinaria cuando esta crece tres brazos cortos en la cara inferior de su extremo anterior.  Estos brazos tienen células adhesivas en la punta, y rodean a una ventosa adhesiva. La larva se hunde prontamente al fondo, adhiriéndose al sustrato, primero con la punta de los brazos y luego con la ventosa. Una vez unida, comienza a sufrir la metamorfosis a la forma adulta.
La estrella adulta se desarrolla únicamente de la parte trasera de la larva, lejos de la ventosa. De aquí crecen los brazos del adulto, con los brazos larvales finalmente degenerando y desapareciendo. El sistema digestivo de la larva también degenera y se reconstruye casi completamente. En el lado izquierdo del cuerpo se forma una nueva boca, que finalmente se convierte en la superficie inferior u oral del adulto. De igual manera, el nuevo ano se forma en el lado derecho, que se convierte en la superficie superior o aboral.
El celoma o cavidad corporal se divide en tres cámaras en la larva, dos de ellas con el sistema vascular acuífero, mientras la otra permanece como la cavidad corporal adulta. Una vez que se desarrollan los pies ambulacrales del sistema vascular acuífero, la larva se libera del fondo. En torno al mismo tiempo, se comienza a desarrollar el esqueleto, inicialmente como un anillo en torno al ano; en este punto, la larva se ha desarrollado en adulto, aunque continuará creciendo unos años antes de alcanzar la madurez sexual.